# Среднефризский язык
Среднефризский язык — западногерманский язык, развившийся из древнефризского языка. На нём говорили в период с 1550 до 1820 года, когда начался современный период развития фризских языков. В отличие от предыдущего древнефризского периода, в эпоху Средних веков на фризском языке было написано немногое. Самым важным исключением из этого правила является творчество великого писателя и поэта Гисберта Япикса.

## История
По мнению лингвистов, исследующих фризские языки, вероятно, следует начинать отсчёт периода среднефризского языка с 1450 года, начиная с так называемого «позднего древнефризского» из последнего этапа древнефризского периода, поскольку он, по мнению Райтце Йонкмана и Арьена Верслота, фактически показывает больше сходства со среднефризским, чем с ранним древнефризским. Традиционно, однако, 1550 год считается границей между древне- и среднефризским периодами, хотя это был во всех отношениях очень медленный переход, так что любая такая граница достаточно произвольна.
Согласно общепринятому мнению, начало периода среднефризского языка совпало с окончанием Средневековья (1500 год) и началом Восьмидесятилетней Войны (1568 год). Доминирование во Фрисландии Саксонии (а позже и Габсбургов) привело к тому, что в конце XIV века фризский как письменный язык стал выходить из употребления, что было в значительной степени обусловлено тем фактом, что вместо него статус официального языка получил голландский. Хотя с созданием Республики Соединённых провинций в 1585 году начался новый период свободы, фризскому языку не вернули его прежний статус до 1498 года.
Это было связано с возвышением Голландии как доминирующей части Республики и, как следствие, с позиционированием голландского языка как доминирующего в административной, правовой и религиозной сферах. Появление официального перевода Библии на нидерландский язык (Statevertaling) в 1637 году стало особенно важной вехой во влиянии и распространении появляющегося нидерландского языкового стандарта (который был в значительной степени основан на голландском диалекте) и имело катастрофические последствия для официального и социального статуса как фризского языка, так и других языков меньшинств в Республике.
В результате во время среднефризского периода почти ничего не было написано на фризском языке, за исключением собраний пословиц и произведений малоизвестных поэтов. Великим исключением из этого правила был Гисберт Япикс (1603—1666), учитель и кантор из Болсварда, и один из величайших писателей и поэтов, когда-либо творивших на фризском языке. Своим стихами, переводами, письмами и особенно посмертно опубликованным в 1668 году сборником стихов Friesche Rymlerye он положил начало современной фризской литературе и орфографии. Другими, менее известными среднефризскими писателями были Файке Хиддес фан дер Плуг, Элке Майнертс, Ян Алтхёйсен и Симен Алтхёйсен. Когда около 1820 года появилось новое поколение фризских писателей, наиболее важными представителями которых были братья Йоаст и Элтсье Хиддес Хальбертсма, это было воспринято как начало новофризского периода, потому что это совпало с появлением нового фонетического изменения и лингвистического обновления в большинстве фризских диалектов.

## Периодизация
Существует много дискуссий насчёт термина «среднефризский». Это происходит из того факта, что многие другие языки начинают средние и современные языковые периоды гораздо раньше. Так, например, для нидерландского языка древненидерландский период заканчивается в 1100 году, после чего период средненидерландского длится с 1100 до 1500 года, а новонидерландского — с 1500 года до наших дней. Большинство других западноевропейских языков показывают похожую картину. Причиной более поздней периодизации фризского языка является то, что язык был очень консервативным из-за того факта, что языковые инновации, которые уже произошли в средние века, были проведены во фризском языке только после 1500 года. Сейчас древнефризский известен только в письменной форме, и нет уверенности в том, что письменный язык полностью соответствовал разговорной речи. Лингвист Питер Дуйфф указал в своей работе от 2002 года, что древнефризский язык сохранился, за редким исключением, только в форме юридических текстов, язык которых часто очень консервативен. Другими словами, возможно, разговорный язык за это время изменился гораздо сильнее.
В любом случае, можно сказать, что фризский язык со времен Гисберта Япикса был в некоторых областях менее консервативным, чем голландский того же времени. Так, фризский язык уже тогда редуцировал свою систему падежей, ещё существовавшую в голландском языке на тот момент. Некоторые лингвисты призывают, чтобы «среднефризский» назывался «ранним новофризским»; из этого следует понимать, что фризский язык в среднем периоде, по крайней мере, в письменной форме, продвинулся вперёд.

## Словарь
Поэт и филолог Йелле Хендрикс Брауэр уже в середине XX века начал работу над словарём среднефризского языка. Однако, лишь только в период с 2003 по 2005 год Фризская академия создала базу данных, в которую были включены все тексты среднефризского периода. На втором этапе этого проекта из собранной информации будет сформирован словарь среднефризского языка.